# 野村勝政
野村 勝政（のむら かつまさ）は、戦国時代の武将。

## 経歴・人物
武田信玄の時代は、天文21年（1552年）から永禄2年（1559年）の8年間に渡り奉行として活動したことが史料からみえる。信玄が没したのち武田勝頼の時代には天正9年（1581年）龍朱印状の奏者としての活動がみえる。信玄の時代から勝頼の時代までの22年間については活動が不明であり、父子同名説もある。甲斐武田氏滅亡後は、天正17年（1589年）3月に勝頼の遺命を奉じて高野山成慶院に勝頼の供養を依頼している。